# Brandsohle

Brandsohle mit Gemband (welches dem Annähen des Schafts bei rahmengenähten Schuhen dient)

Als Brandsohle bezeichnet man die zum Fuß hin weisende Schicht des Schuhbodens, also gemeinhin die Innensohle.
Weil an der Brandsohle bei den meisten Macharten oben das Schuhoberteil (der Schaft) und unten der weitere Schuhboden (Zwischen-, Laufsohle und Absatz) befestigt sind, gilt sie als das Fundament des Schuhs, verleiht ihm Stabilität, Passformerhalt und ist auch für die Haltbarkeit und den Tragekomfort eminent wichtig.

## Brandsohlenmaterial
Hochwertige Schuhe haben eine Brandsohle aus pflanzlich gegerbtem Leder in einer Stärke zwischen 1,2 und 4 Millimeter. Je nach Art des Schuhs wird das Leder aus Hals, Bauch, Kernstück oder einem der Übergänge der Tierhaut geschnitten. Leder, das für Schuhboden verwendet wird, wird Bodenleder genannt. Ein Schuhboden ist alles, was unter dem Fuß in einem Schuh existiert, also Lauf- und Zwischensohle, Absatz, Rahmen und  Brandsohle. Leder verspricht beste Komforteigenschaften und hohe Haltbarkeit. Allerdings ist es vergleichsweise kostspielig und schwieriger zu verarbeiten. Deshalb werden heutzutage bei den meisten Schuhen Brandsohlen aus Lederfaserstoffen, Kunstfasergeweben, thermoplastischen Kunststoffen und speziell imprägnierter Pappe verwendet. An Fersen- und Mittelfuß wird oft unter einer aufgeklebten halben dünnen Deckbrandsohle aus Leder minderwertiges Leder verborgen, oder es wird im offen sichtbaren Teil des Schuhinneren Leder als Brandsohle eingesetzt und weiter vorne ein billigeres Material. Für orthopädische Schuhe kommt auch Filz zum Einsatz.

## Vorbereitung der Brandsohle
Lederne Brandsohlen werden vor dem Schuhbau noch vielfältig vorbereitet. Die Brandsohlen werden der Schuhgröße und der Form der Leistensohlenbahn entsprechend aus der Haut geschnitten oder gestanzt. Ist das Bodenleder ungleichmäßig stark, wird es zusätzlich egalisiert. Die Narbenschicht wird unter Einfluss des Fußschweißes, der Reibung und der Körperwärme schnell hart und brüchig, weshalb ihre oberste Schicht entfernt wird. Maßschuhmacher wässern die Brandsohlen oft zusätzlich und pressen sie anschließend aus, um eventuell noch ungebundene Gerbstoffe auszuwaschen und die Brandsohle, insbesondere bei höheren Absätzen des späteren Schuhs, der Leistenbodenform besser anpassen zu können. Damit der Schaft (das Futter) sich nicht an der Brandsohlenkante aufreibt, wird diese fußseitig gebrochen. Einer besseren Biegsamkeit dient das Grellen (= Einkerben in Querrichtung) der Ballenpartie auf der Sohlenunterseite. Einzelne Macharten erfordern weitere vorbereitende Arbeiten an der Brandsohle.

## Probleme bei Lederbrandsohlen
Wird beim Ausschneiden oder -stanzen der Brandsohle die im Leder vorhandene Zugrichtung nicht beachtet, kann das schon nach kurzer Zeit zu ausgetretenen Schuhen führen. Auch Probleme, die optisch übergetretenen Schuhfersen gleichen und oft auf eine ungenügende Qualität der Hinter(steif)kappen zurückzuführen sind, oder kleine Dellen können durch eine lederne Brandsohle verursacht werden, wenn diese nicht exakt mit der Leistenferse abschließt oder nicht genau abgefräst wurde. Weil sich die lederne Brandsohle durch Anfeuchten, Risse und Unterkleben immer wieder in ihrer Länge ändert, ist das keine leichte Aufgabe. Wird die Narbenschicht nicht abgespalten, kann diese auch an der Unterseite Probleme verursachen, weil sie an den Stichlöchern genähter Bodenkonstruktionen häufig messerscharf wird, den Faden beschädigt und die Haltbarkeit des Schuhs herabsetzt.

## Brandsohle und Tragekomfort
Abgesehen von den Material-, Herstellungs- und Verarbeitungskosten haben Innensohlen aus Materialkompositionen oder nichtledernem Material gegenüber ledernen Brandsohlen mehrere Nachteile. Besonders schwerwiegend für den Träger sind die schlechteren schuhklimatischen Eigenschaften wie Atmungsaktivität und Schweißabsorption. Die dadurch bedingten schlechteren Trageeigenschaften machen sich durch Fußbrennen, Fußschweiß, kalte Füße im Winter und heiße Füße im Sommer bemerkbar. Das wird mit zusätzlichen Einlegesohlen zu kompensieren versucht (im Winter Felleinlegesohlen, im Sommer schweißsaugende Einlagen).

## Wortherkunft
Die Herkunft der Bezeichnung Brandsohle ist unklar und es gibt verschiedene Erklärungsversuche dafür. Eine verbreitete Erklärung führt den Begriff zurück auf das Brennen der Fußsohle, welches spürbar wird, wenn das Leder der Brandsohle Gerbfehler aufweist: dann können sich durch den Fußschweiß Gerb- und Zusatzstoffe aus dem Leder lösen, die im Kontakt mit der Haut ein brennendes Gefühl verursachen. Oder das Brennen entsteht, weil die Brandsohle mit der Narbenseite zum Fuß hin eingesetzt und der Ledernarben (oberste Schicht) nicht entfernt wurde. Eine weitere Erklärung des Begriffes Brandsohle führt diesen etymologisch auf das 18. Jh. zurück und bezeichnet den Sachverhalt, dass die innere Schuhsohle aus einem geringeren Leder angefertigt wurde, in dem meist das Brandzeichen der Tiere sitzt. Eine andere Theorie besagt, dass der durch häufiges Tragen verursachte Lederbrand, bei dem Schweiß, Druck und Wärme zur Brüchigkeit des Leders und einem Farbwechsel hin zu dunkelbraun bis schwarz führen, zu dem Namen führte.